# Tannenberg (Šluknovská pahorkatina)
Tannenberg (česky doslovně Jedlový vrch) je 436 m vysoký vrch na území města Neustadt in Sachsen (místní část Rückersdorf) v zemském okrese Saské Švýcarsko-Východní Krušné hory v Sasku.

## Charakteristika
Vrch leží v německé části Šluknovské pahorkatiny (Lausitzer Bergland) a její mesogeochoře Západní hornolužická vrchovina (Westliches Oberlausitzer Bergland). V geologickém podloží převládá drobnozrnný dvojslídý hybridní granodiorit, který je narušen několika žílami doleritu. Převládajícím půdním typem je podzolová kambizem a kolem vodních toků se vyskytuje glej až koluvizem. Severozápadně od vrcholu pramení Rückersdorfský potok a na jihozápadním svahu jeho vedlejší přítoky. Celý vrch tak náleží k povodí Polenze a Labe a k úmoří Severního moře. Většina vrchu je zalesněná jehličnatým lesem s převahou smrku ztepilého (Picea abies), dolní části svahů jsou zemědělsky využívány. Přes východní svah prochází zemská silnice S 156 spojující Neustadt s Bischofswerdou. Východní úpatí sahá až k zástavbě Oberotendorfu. Přes jižní svah prochází cyklostezka Rund um Neustadt (Kolem Neustadtu).